# Trivalea-Moșteni
Trivalea-Moșteni es una comuna ubicada en el distrito de Teleorman, Rumania.

## Superficie
Posee una superficie de 91,18 kilómetros cuadrados.

## Demografía
Hasta 2021 la población era de 2282 habitantes, con una densidad de población de 25,03 habitantes por kilómetro cuadrado.